# Pyrilampe
Pyrilampe (grec ancien : Πυριλάμπης / Pyrilámpēs) est un homme politique athénien, beau-père du philosophe Platon. Il est né, selon la chercheuse Debra Nails, vers - 480 et serait mort vers - 413. 

## Biographie
Peu de choses sont sues au sujet de la famille de Pyrilampe, si ce n'est qu'il provient d'une famille très aisée d'Athènes. Son beau-fils Platon rapporte dans le Charmide qu'arrivé à l'âge adulte, Pyrilampe est plusieurs fois nommé ambassadeur auprès de l'empire Achéménide, et est l'ami du dirigeant politique Périclès.
Il a été blessé à la bataille de Délion en 424 av. J.-C., alors qu'il avait la cinquantaine. Pyrilampe élevait et montrait aux athéniens  ses paons qu'il avait reçus en cadeau en tant qu'ambassadeur d'Athènes en Asie. Plutarque rapporte des accusations contre Pyrilampe selon lesquelles il utilisait ses paons pour procurer des femmes à Périclès.
Pyrilampe semble s'être marié à sa première femme à la fin des années 440 De ce mariage est né un fils, Demus, qui était célèbre pour sa beauté. Vers 423 av. J.-C., Pyrilampe devient veuf, et se marie avec sa nièce, Perictionè, mère de Platon. Perictionè a donné naissance au deuxième fils de Pyrilampe, Antiphon, demi-frère de Platon, qui apparaît dans le Parménide, où il dit avoir abandonné la philosophie pour se consacrer aux chevaux. 